# Has (Novi Travnik, BiH)
Has je naseljeno mjesto u općini Novi Travnik, Federacija Bosne i Hercegovine, BiH.
Nalazi se južno od Novog Travnika.

## Stanovništvo

### 1991.
Nacionalni sastav stanovništva 1991. godine, bio je sljedeći:
ukupno: 374
- Muslimani - 356
- Hrvati - 16
- ostali, neopredijeljeni i nepoznato - 2

### 2013.
Nacionalni sastav stanovništva 2013. godine, bio je sljedeći:
ukupno: 333
- Bošnjaci - 323
- Hrvati - 8
- ostali, neopredijeljeni i nepoznato - 2